# Кубек, Зденек
Зденек Кубек (чеш. Zdeněk Koubek) (имя при рождении Здена «Зденька» Кубкова (чеш. Zdena "Zdeňka" Koubková) 8 декабря 1913 Пасков, Чехословакия — 12 июня 1986 Прага, Чехия) — чехословацкий легкоатлет, трансгендерный мужчина. В 1934 году он выиграл две медали на Всемирных женских играх и несколько национальных титулов в беге на 100—800 м, прыжках в длину и высоту, а также установил несколько мировых рекордов в беге. В 1936 году сделал трансгендерный переход и ушел из спорта.

## Биография
Кубек родился в Паскове. Всего в семье было восемь детей. Вскоре после его рождения семья переехала в Брно, где он окончил школу и начал заниматься легкой атлетикой. Зденек продолжил свое образование и стажировку в Праге.
В 1934 году он выиграл пять национальных титулов в беге на 100 м, 200 м и 800 м, прыжках в высоту и прыжках в длину. 14 июня 1934 года он установил свой первый мировой рекорд в беге на 800 м. Следующим его мировым рекордом стала эстафета 2×100 м, 200 м и 800 м. Позже в августе Кубек выиграл в забеге на 800 м на Всемирных женских играх 1934 года с мировым рекордом и занял третье место в прыжках в длину с национальным рекордом.
В 1935 году Кубек ушел из спорта и в течение шести месяцев гастролировал по США. В следующем году он перенес операцию по хирургической коррекции пола и сменил имя. Он отказался от легкой атлетики и потенциальной тренерской карьеры, и только после Второй мировой войны присоединился к команде своего брата Ярослава и играл в регби в местном клубе.
Последние годы жизни Кубек прожил с женой в Праге, где и умер в возрасте 73 лет.

## В литературе
Роман Лиды Мерлиновой «Zdenin světový rekord» 1935 года основан на его биографии.